# 587
Năm 587 là một năm trong lịch Julius.